# Stockbach (Südaue)
Der Stockbach ist das etwa elf Kilometer lange, orographisch linke beziehungsweise südliche Quellgewässer der Südaue im Gebiet der Gemeinde Wennigsen und der Stadt Barsinghausen in der Region Hannover in Niedersachsen (Deutschland).

## Geographie
Der Stockbach entsteht südwestlich des Wennigser Ortsteils Wennigser Mark im Deister westlich der Kuppe Hohe Warte und fließt parallel zum Kammweg des Deisters nach Nordwesten. Von westlich des Parkplatzes an der Passhöhe des Nienstedter Passes bis zur ehemaligen Streusiedlung Hohe Warte bildet er parallel zur Straße die Grenze der Gemeinde Wennigsen zur Stadt Barsinghausen. Ab hier verläuft er bis zu seiner Mündung nur auf Barsinghäuser Gebiet. Er fließt durch die Stadtteile Egestorf und Langreder und vereinigt sich östlich des Stadtteils Eckerde mit dem Levester Bach zur Südaue. Nur der Gewässerverlauf ab der Straße Neue Rehre in Egestorf fällt auf 5,662 km Länge in die Zuständigkeit des Unterhaltungsverbandes 53.

## Geschichte
Im Stockbachtal wurde seit Mitte des 19. Jahrhunderts in mehreren Stollen Steinkohle gefördert. Die Gebäude eines 1935 stillgelegten Stollens an der Hohen Warte dienten danach als Kriegsgefangenenlager, nach dem Weltkrieg als Kinderheim und ab 1989 wechselnden Zwecken. Sie wurden inzwischen abgerissen, das Gelände wird renaturiert.
Am Stockbach lagen mehrere Wassermühlen in Egestorf und Langreder.

## Sehenswürdigkeiten und Bauwerke
Der Stockbach passiert in Egestorf das Obergut und weitere Baudenkmale im alten Dorfkern sowie in Langreder das dortige Gut und weitere Baudenkmale.
Siehe hierzu die Liste der Baudenkmale in Barsinghausen.

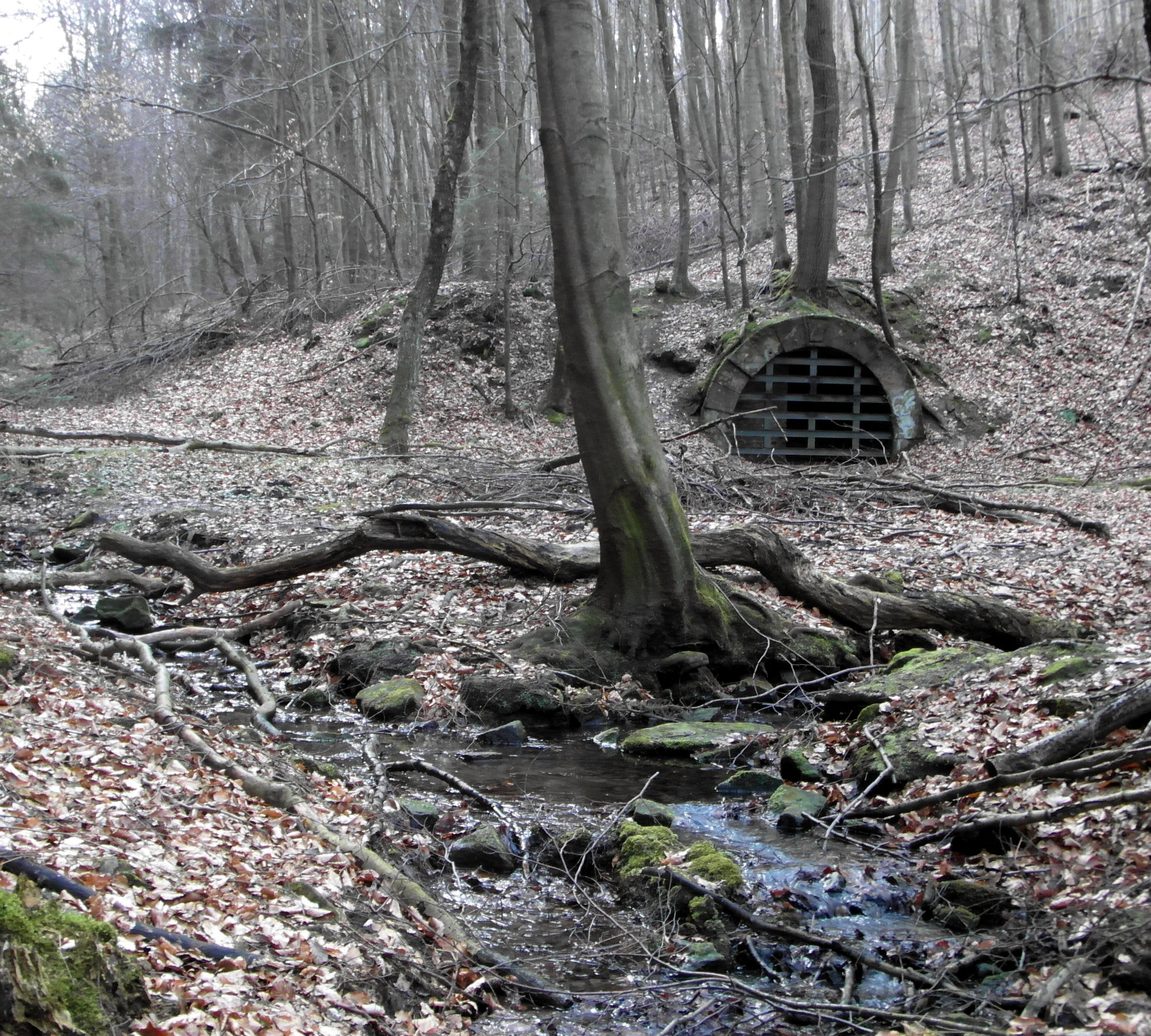
Der Stockbach beim Mundloch des Egestorfer Stollen
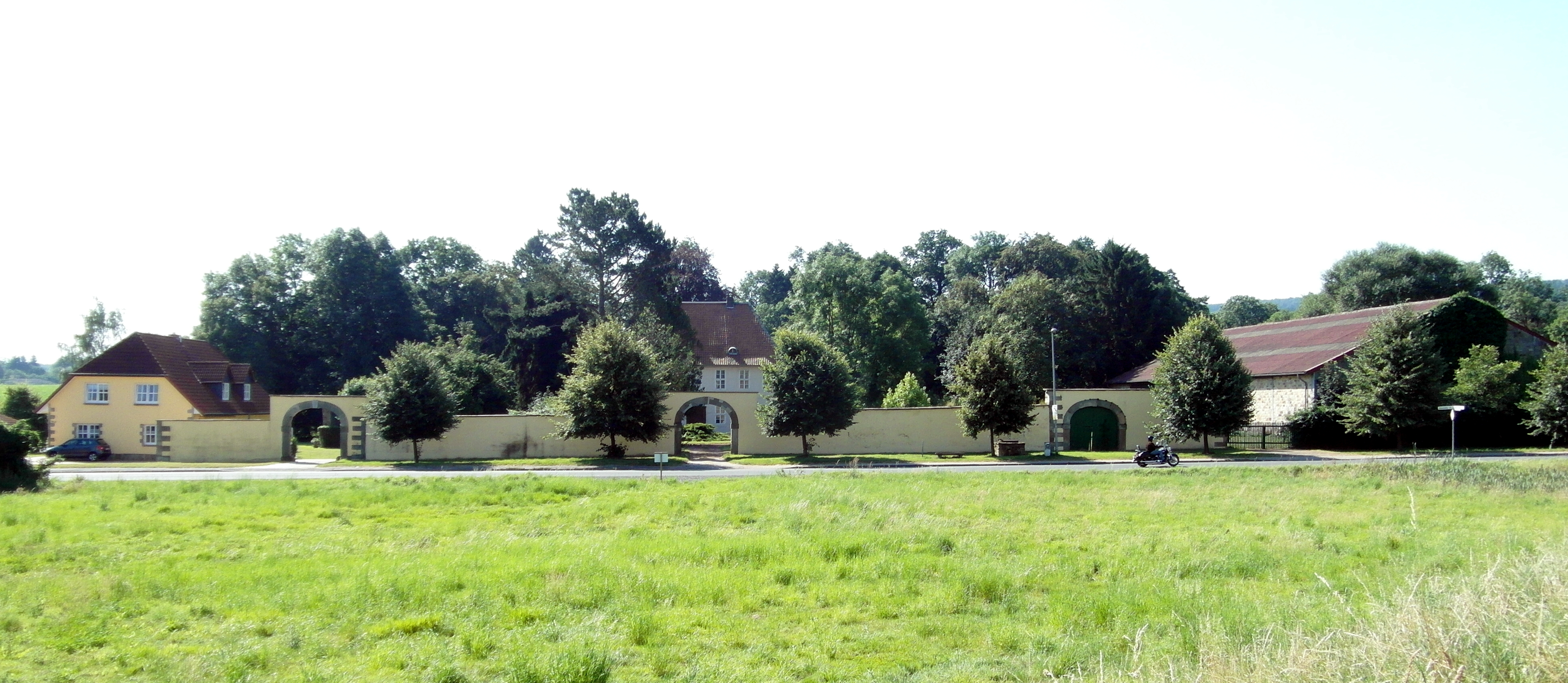
Das Obergut Egestorf
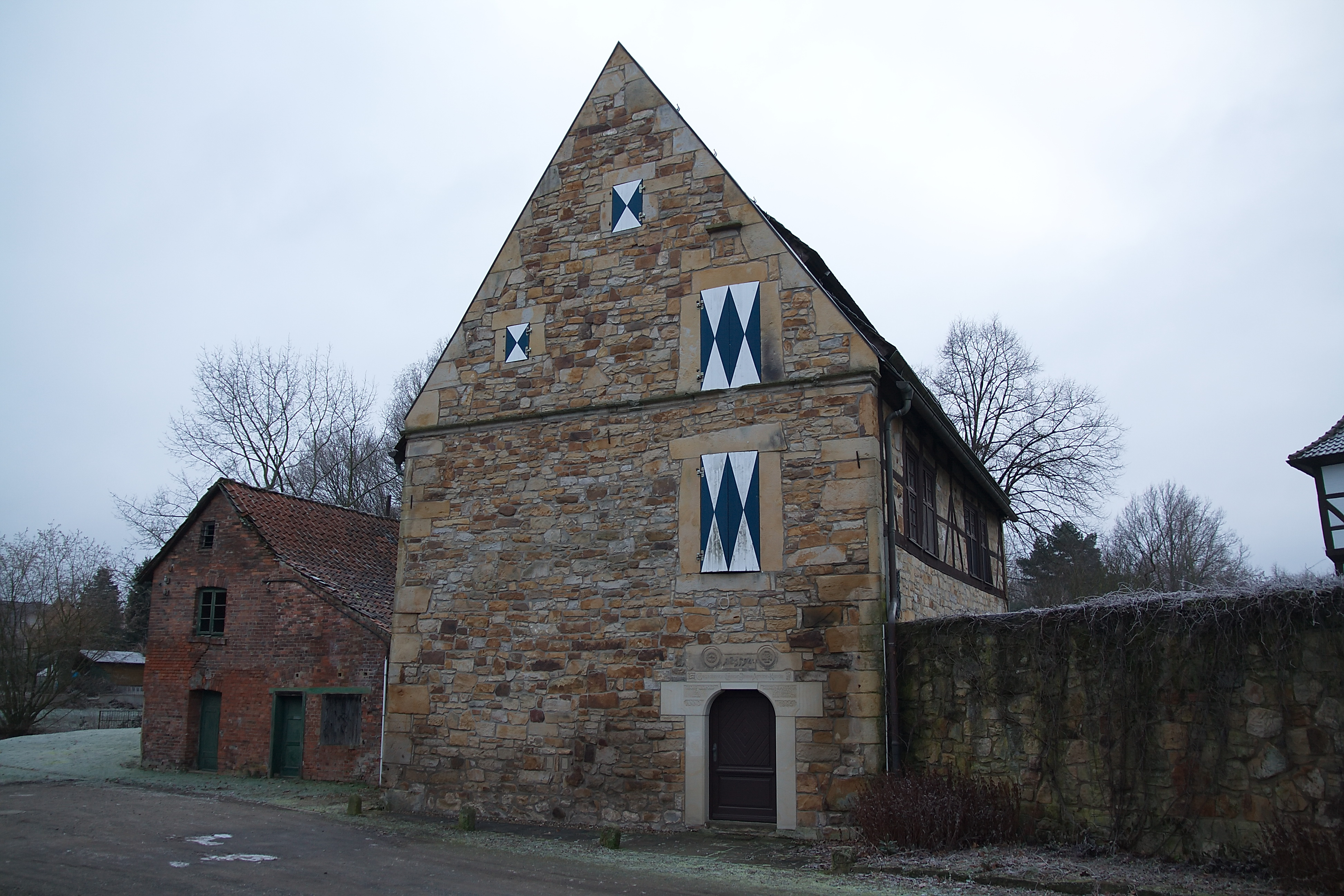
Wassermühle im Gut Langreder